# Святополк Владимирович Окаянный

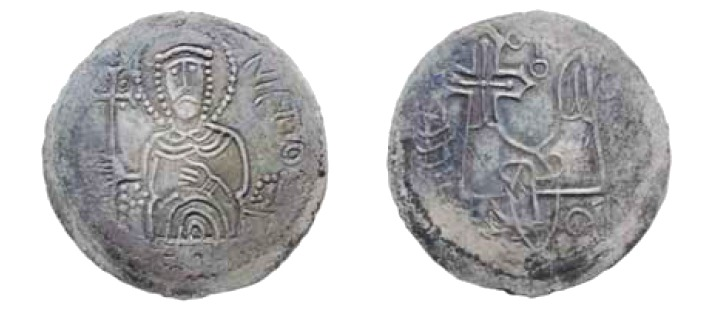
Сребреник Святополка Окаянного из клада, обнаруженного в Черниговской области в 2006 году. На реверсе монеты выбит княжеский знак Святослава в виде двузубца, левый зубец которого заканчивается крестом

Святопо́лк Влади́мирович (др.-рус. Свѧтопълъкъ Володимѣровичь, в крещении Пётр, в древнерусской историографии по прозвищу «Окая́нный», около 979—1019) — князь туровский (с 988, первый из рода Рюриковичей), великий князь киевский в 1015—1016 и 1018—1019 годах. Сын или племянник-пасынок Владимира Святославича, пришёл к власти после его смерти. По преданию, приказал умертвить своих братьев Бориса и Глеба, а потом ещё одного брата Святослава, за что получил прозвище «Окаянный». Боролся со своим братом Ярославом за власть с помощью польского князя Болеслава Храброго, на дочери которого был женат. Потерпел поражение и бежал на Запад, где и умер.

## Биография

### Происхождение
По рассказу «Повести временных лет», рождён гречанкой, вдовой великого князя киевского Ярополка Святославича, погибшего в междоусобной войне с братом, князем новгородским Владимиром и взятой последним в наложницы. В одной из статей летопись говорит, что вдова уже была беременна (бе не праздна), в таком случае отцом Святополка был Ярополк. Тем не менее, Владимир, который стал великим князем киевским, называл Святополка своим законным сыном (третьим по старшинству) и дал ему княжение в Турове.
Летописец называет Святополка сыном двух отцов (от двою отцю) и замечает с намёком на дальнейшую судьбу князя: «от греховного плод злой бывает». Не исключено, что эта история представляет собой позднейшую легендарную вставку; древнейший текст Новгородской первой летописи без оговорок именует Святополка сыном Владимира, так же пишет и Титмар Мерзебургский. Выдвигалась также гипотеза, что Святополк был сыном не гречанки, а «чехини», одной из первых жён Владимира.
С другой стороны, исследователи антропонимики обращают внимание на то, что имена практически всех остальных сыновей «второго» отца Владимира по принципу варьирования родового имени построены на корне «-слав» на 2-м месте в честь их деда Святослава: (Вышеслав, Изяслав, Ярослав, Мстислав и проч.). А вот имя «Святополк», построенное по тому же принципу, хотя и показывает, что дедом ребёнка действительно был Святослав, но во 2-й части является варьированием имени своего «первого» отца Ярополка, то есть различие между этими детьми (либо сомнения Владимира) чувствовалось ещё при выборе имени для младенца.

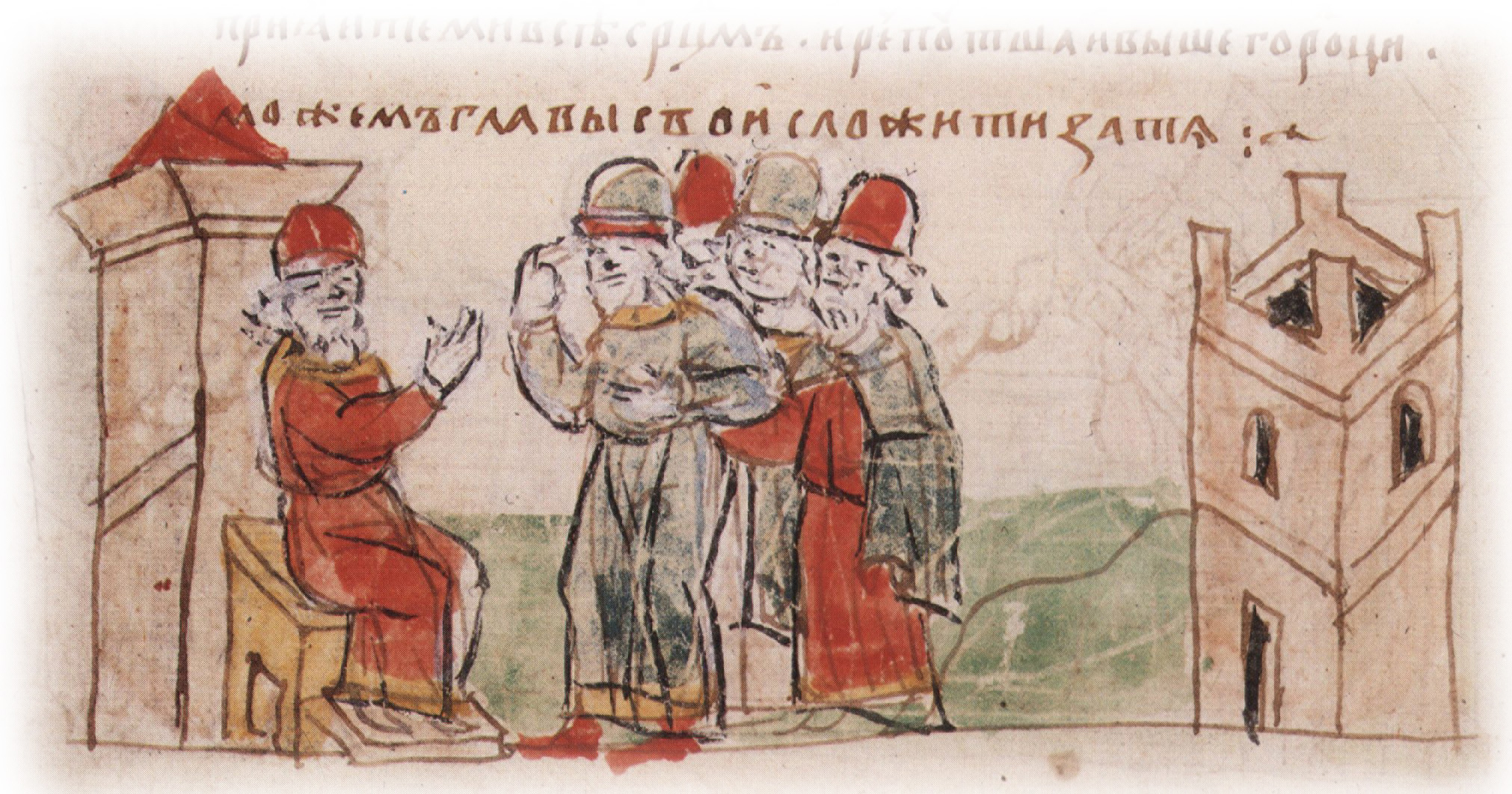
Выражение преданности Святополку Владимировичу вышегородцами во главе с Путшей

В «Повести временных лет» другой сын Владимира Ярослав, ставший великим князем киевским Ярославом Мудрым, поставлен впереди Святополка. В Новгородской первой летописи Ярослав Мудрый занимает четвёртую позицию, которая, по мнению историков, более соответствует действительности.
Слух о рождении Святополка от двух родителей даёт основание считать, что он родился через 7—9 месяцев после вступления Владимира Святославича в Киев в июне 978 года, соответственно Святополк мог родиться в начале 979 года.
Часть историков продолжает считать дискуссионным происхождение Святополка. Н. Котляр на основании тамги на монетах Святополка считает, что сам князь декларировал своё происхождение от Ярополка. Если эта версия правильная, а интерпретация княжеских тамг довольно спорная (двузубец (без креста) был знаком Ярополка, а также использовался на тамге Мстислава Владимировича, найденной на Тамани), то это доказывает старание Святополка отмежеваться от Владимира и других его сыновей. Известно, что в 1018 году Святополк взял в заложницы мачеху и сестёр Ярослава; это было бы едва ли допустимо, если бы он также считал себя сыном Владимира.

### Брак

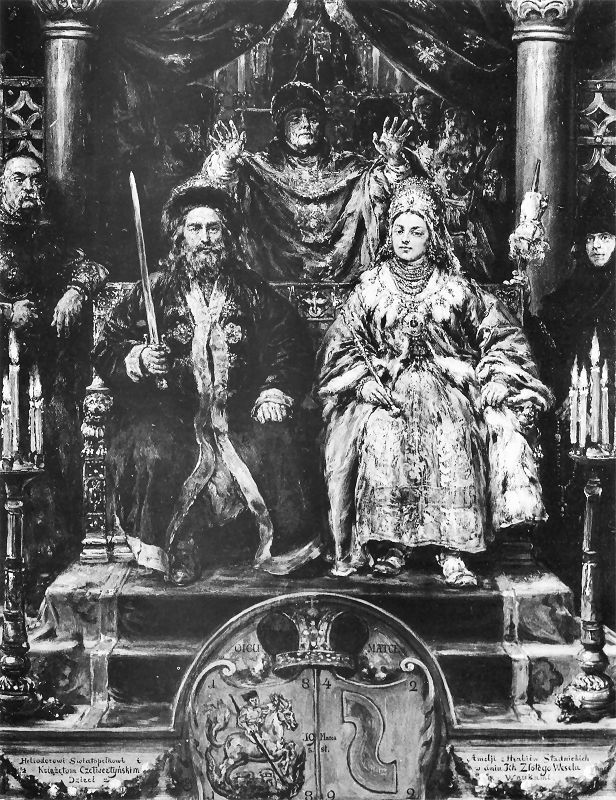
Свадьба Святополка и дочери Болеслава Храброго. Картина Яна Матейко, 1892

Святополк состоял в браке с дочерью польского князя Болеслава Храброго (пол. Bolesław I Chrobry, с 1025 года — король). Она родилась от третьего брака с Эмгильдой между 991 и 1001 годами (ближе к первой дате) и умерла после 14 августа 1018 года. Большинство исследователей датируют брак 1013—1014 годами, считая, что он был следствием мира, заключённого с Польшей после неудачного похода Болеслава. Однако без внимания остаётся миссия цистерцианца Бруно в 1008 году, которая могла закончиться миром, скреплённым браком. Святополк занимал туровский престол где-то с 990 года, после смерти Всеволода и Позвизда волынских его земли стали граничить с Польшей, и потому именно его Владимир Святославич женил на польской княжне.

### Княжение и убийство братьев
Незадолго до смерти Владимира Святополк находился в Киеве в заключении; вместе с ним под стражу была взята его жена (дочь польского короля Болеслава I Храброго) и духовник жены, колобжегский епископ Рейнберн, который умер в тюрьме. Титмар Мерзебургский сообщал, что Святополк был одним из соучастников заговора против Киевского князя, но заговор был раскрыт, после чего великий князь Владимир бросил Святополка с женой и духовником в темницу. Примерно тогда и другой старший сын Владимира, новгородский князь Ярослав также восстал против отца. Предполагается, что оба восстания связаны с вопросом о престолонаследии, где Борису отводилась решающая роль.
После кончины Владимира 15 июля 1015 года Святополк оказался ближе всех других братьев к Киеву, вышел на свободу и без особых затруднений вступил на престол; его поддержал и народ, и бояре, составлявшие его окружение в Вышгороде под Киевом.

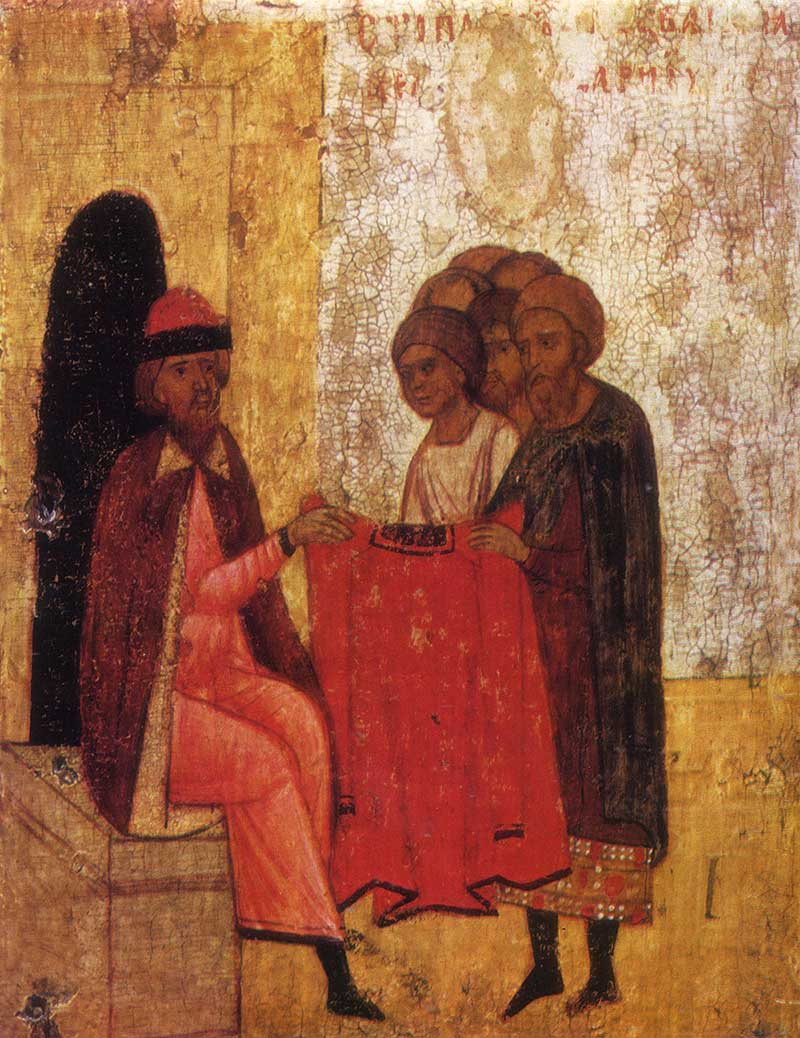
Святополк одаривает убийц, клеймо иконы «Бориса и Глеба с житием», начало XIV века

В Киеве Святополк успел выпустить сребреники (известно 50 таких монет), похожие на сребреники Владимира. Сребреник Святополка Владимировича чеканили в 1015—1016 годах. Монета весит чуть менее 3 грамм и имеет диаметр около 29 мм. На лицевой стороне изображение князя с круговой надписью: «Святополк на столе [престоле]». На обратной стороне: княжеский знак в виде двузубца, левый конец которого завершается крестом, и надпись: «А се его серебро». На некоторых монетах Святополк именуется своим христианским именем Петрос или Петор.
В течение 1015 года были убиты три единокровных брата Святополка — Борис, муромский князь Глеб и древлянский Святослав. «Повесть временных лет» обвиняет Святополка в организации убийства Бориса и Глеба, которые при Ярославе были прославлены как святые мученики и являлись его единокровными братьями. Согласно летописи, Святополк послал вышгородских мужей убить Бориса, узнав же, что брат ещё жив, велел варягам добить его. Глеба он, согласно летописи, призвал именем отца в Киев и послал людей убить его по дороге. Святослав погиб, пытаясь бежать от убийц в Венгрию.
Существует версия, согласно которой в смерти Бориса и Глеба на самом деле виноват не Святополк Окаянный, а Ярослав Мудрый, позже замаскировавший своё участие. Эта версия опирается главным образом на скандинавскую «Сагу об Эймунде», написанную в конце XIII века («Эймундова прядь»). Согласно этой саге, норвежский конунг Эймунд вместе с дружиной был нанят Ярицлейвом (Ярославом Мудрым). В саге рассказывается, как Ярицлейв сражается с конунгом Бурицлавом, которого лишает жизни Эймунд после согласия на это Ярицлейва. В образе Бурицлава принято считать Святополка Окаянного. Согласно другой гипотезе, под именем Бурицлав в саге скрывается Борис. Также есть мнение, что сам Эймунд — вымышленный персонаж. Также, хроника Титмара Мерзебургского, в которой рассказывается, как Святополк бежал в Польшу, часто интерпретируется в пользу его невиновности, так как в ней нет упоминания о княжении Святополка в Киеве (что, однако, противоречит существованию монет Святополка) и каких-либо действиях против Бориса и Глеба.
Некоторые исследователи на основании «Саги об Эймунде» поддержали гипотезу, что смерть Бориса — «дело рук» варягов, присланных Ярославом Мудрым в 1017 году, хотя Борис и Глеб добровольно признали старшинство Святополка и его право на киевский престол. Эта гипотеза имеет как сторонников, так и противников. По мнению историка Войтовича Л. В., такая версия построена на очень зыбких аргументах, не учитывающих христианский менталитет элиты XI века. Он считал, что авторы версии атеисты и Ярослав или его сыновья не рискнули бы добиваться почти немедленной канонизации Бориса, будь Ярослав его убийцей, также сыновьям Ярослава не было бы смысла поднимать этот вопрос, если их отец был причастен к гибели Бориса.
Исследователи антропонимики приводят косвенное доказательство его невиновности, указывая, что хотя у Рюриковичей имелся четко ограниченный набор родовых имен, и имена «плохих» князей из него исключались, однако со смертью Святополка Окаянного его имя «Святополк» из него не вычеркивается, и продолжает использоваться вплоть до середины XII века. «Можно предположить, вслед за А. Поппэ, что в княжеской традиции на протяжении всего XI — начала XII столетия Святополк не считался прямым виновником гибели свв. Бориса и Глеба. Лишь позднее, когда агиографическая версия вытесняет родовое предание, это имя постепенно уходит из именослова правящей династии».

### Борьба с Ярославом
Началась борьба за власть между Святополком и Ярославом. В 1016 году Ярослав выступил с новгородским и варяжским войском против брата. Войска встретились под Любечем на Днепре, ни одна сторона долго не решалась первой перейти реку и дать бой. Наконец, Ярослав атаковал, воспользовавшись моментом, когда Святополк пировал с дружиной. Войска киевского князя были разбиты и сброшены в озеро, Ярослав захватил Киев. В том же 1016 году при походе византийцев в Болгарию русы составляли треть всего византийского войска.

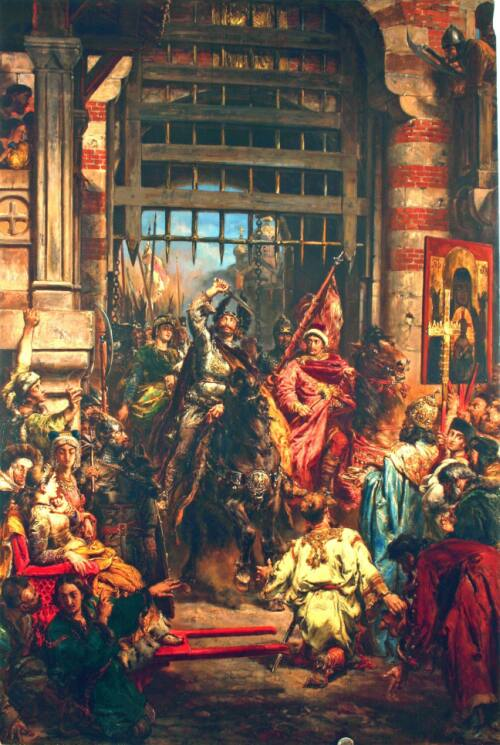
Болеслав Храбрый и Святополк у Золотых ворот Киева (картина Яна Матейко)

Разбитый князь удалился в Польшу, где призвал на помощь тестя, князя Болеслава I Храброго. В 1018 году при поддержке польских и печенежских войск Святополк и Болеслав двинулись в поход на Киев. Дружины встретились на Буге, где польская армия под командой Болеслава разбила новгородцев, Ярослав снова бежал в Новгород.
Святополк снова занял Киев. Не желая содержать войска Болеслава, поставленные в русских городах на прокорм, он разорвал союз и изгнал поляков. Вместе с Болеславом ушли и многие киевские бояре. Меньше чем через год лишившийся военной силы Святополк вынужден был снова бежать из Киева от вернувшегося с варягами Ярослава. Киевский князь призвал на помощь других союзников, печенегов, надеясь с их помощью вернуть власть. В решающей битве на реке Альте (недалеко от того места, где погиб Борис) Святополк потерпел решающее поражение. Согласно Новгородской первой летописи, после битвы на Альте Святополк бежал к печенегам, и дальнейшая его судьба не указана. По рассказу «Повести временных лет», носящему легендарные черты, братоубийца был наказан параличом и безумием: «…и расслабишася кости его, не можааше седети, несяхут и на носилех» — и умер во время бегства. Место смерти Святополка Повесть временных лет обозначает как «между ляхы и чахы», что многие исследователи (начиная с одного из первых исследователей борисоглебских памятников О. И. Сенковского) считают не буквальным географическим обозначением границы Чехии и Польши, а поговоркой со значением «Бог знает где», образ же пустыни, скорее всего, имеет библейское происхождение.

## Возможное захоронение

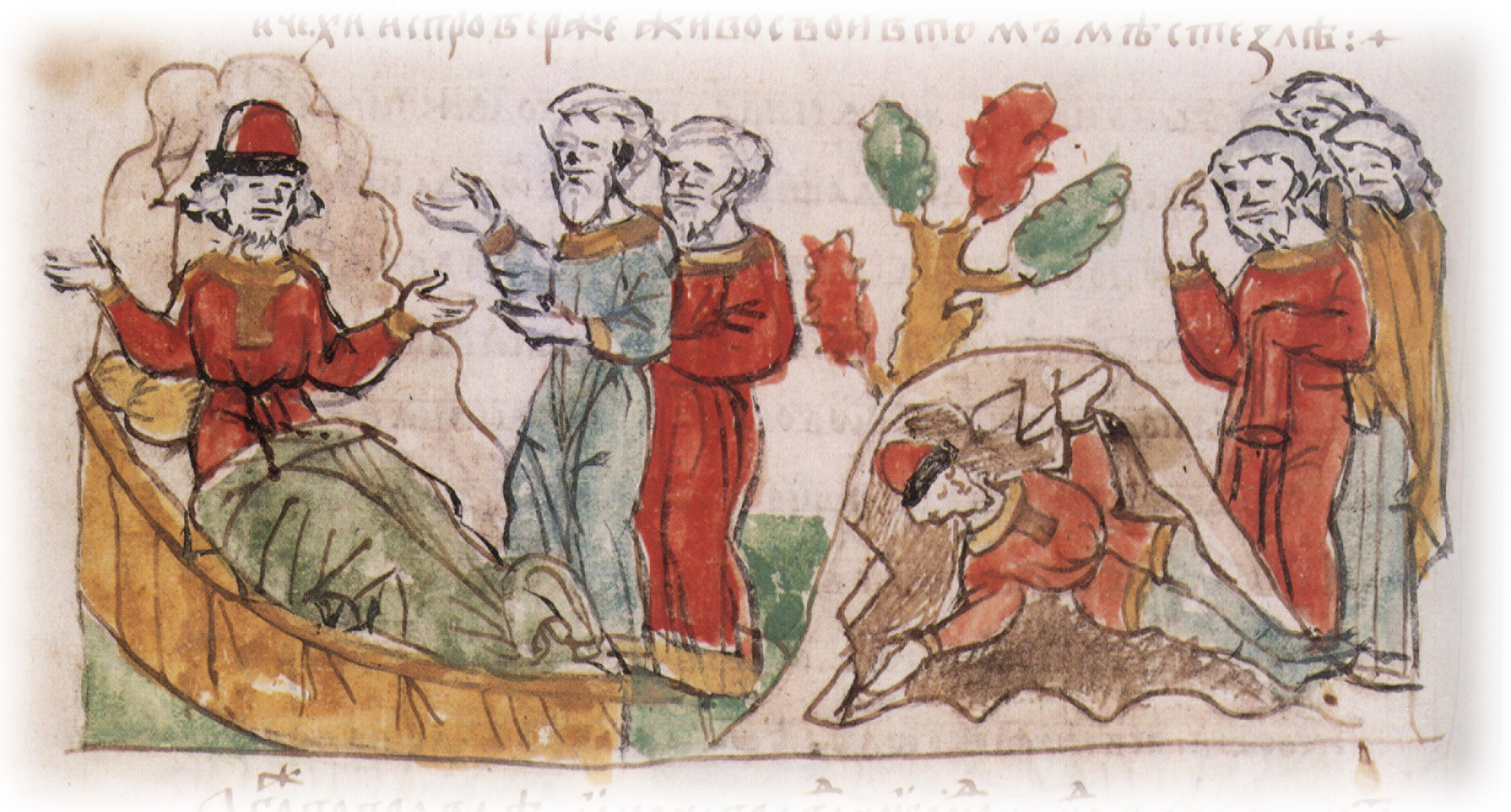
Смерть Святополка

В деревне Бодзя (Польша) была обнаружена богатая могила воина (погребение E864/I), похороненного около 1010—1020 годов нашей эры. При анализе его ДНК определили Y-хромосомную гаплогруппу I1 и митохондриальную гаплогруппу H1c. Все находящиеся там артефакты свидетельствуют о тесной связи с правящей элитой Киевской Руси, поэтому этот человек, вероятно, умерший от боевых ран, был в близких отношениях со Святополком. Кладбище в Бодзи — исключительное с точки зрения связей со Скандинавией и Киевской Русью. Этот мужчина (образец VK157) не был простым воином из княжеской свиты, но сам принадлежал к княжескому роду. Его захоронение — самое богатое на всем кладбище, и стронциевый анализ его зубной эмали показывает, что он не был местным жителем. Предполагается, что он прибыл в Польшу со Святополком и погиб в бою. Это соответствует событиям 1018 года, когда сам Святополк исчез после отступления из Киева в Польшу. Не исключено, что этот человек — сам Святополк. Анализ геральдических особенностей двузубца с крестовидной фигурой на правом зубце и волютообразной фигурой ниже треугольной ножки на бронзовом наконечнике пояса показал, что изготовление поясной гарнитуры следует относить ко времени туровского княжения Святополка — к 1008—1013 годам. Не исключено, что погребённый в могиле E-864/I молодой воин был мечником Святополка.

## Память
В связи с ролью, которую Святополк играет в летописном и житийном рассказе о Борисе и Глебе (созданных начиная с третьей четверти XI века), он предстаёт одним из наиболее отрицательных персонажей средневековой русской истории; Святополк Окаянный — такой постоянный эпитет этого князя в летописи и житиях. Тем не менее его именем продолжали называть детей княжеского рода, например, Святополка Изяславича, который в 1093—1113 годах занимал киевский великокняжеский престол.
Существуют гипотезы ряда историков второй половины XX века (Н. Н. Ильин, М. Х. Алешковский, А. Поппэ), согласно которым следует критически пересмотреть сообщения летописей и оправдать Святополка, а убийство Бориса и Глеба приписать Ярославу Мудрому или даже Мстиславу Владимировичу. Эта точка зрения опирается на показание Эймундовой саги, где конунг Бурицлав (под которым может пониматься Борис) гибнет от рук варягов — наёмников конунга Ярицлейва (Ярослава).
Святополк стал персонажем одной из «Дум» Кондратия Рылеева, романа Валентина Иванова «Русь великая».
В кино
- «Ярослав Мудрый» (1981; СССР) режиссёр Григорий Кохан, в роли Святополка Николай Бабенко.
- «Владимир Святой» (1993; Россия) режиссёр Юрий Томошевский, в роли Святополка Олег Мельник.
- «Сага древних булгар. Лествица Владимира Красное Солнышко» (2004; Россия) режиссёр Булат Мансуров, в роли Святополка Александр Филиппенко.